# Coalville, Utah
Coalville är administrativ huvudort i Summit County i Utah. Orten hade 1 363 invånare enligt 2010 års folkräkning.

## Kända personer från Coalville
- J.W. Robinson, politiker
- Esther Hicks, Inspirational speaker and author